# Banićevac (Cernik)
Banićevac is een plaats in de gemeente Cernik in de Kroatische provincie Brod-Posavina. De plaats telt 248 inwoners (2001).